# Auffrieren
Als Auffrieren wird die kumulative Aufwärtsbewegung von im Boden befindlichen Objekten bezeichnet, die durch wiederholte Gefrier- und Auftauvorgänge und Frosthub verursacht wird. Es handelt sich dabei also um eine Form von Kryoturbation, diese tritt insbesondere in frostanfälligen, lockeren und inhomogenen Böden auf. Bekannt ist dieser Effekt vor allem durch die scheinbar auf Feldern „nachwachsenden“ Steine, die in Gebieten mit Bodenfrost alljährlich von den Landwirten beseitigt werden. Ein weiterer Effekt in diesem Zusammenhang ist, dass Steinplatten oder quaderförmige Objekte beim Auffrieren senkrecht gestellt werden können und, sobald sie an die Oberfläche gelangt sind, unnatürlich wirkend auf der Kante stehen.

## Ursache
Der entscheidende Effekt für das Auffrieren ist Frosthub. Die wesentliche Ursache hierfür ist nicht, wie oft fälschlicherweise behauptet wird, die Volumenzunahme gefrierenden Wassers, sondern die Aufwärtsverlagerung von Bodenwasser, das sich in Form von Eislinsen sammelt. Wie beim Frosthub sind auch beim Auffrieren die Details des Ablaufs nicht vollständig bekannt und umstritten. Im Wesentlichen werden zwei Hypothesen unterschieden: Die Frost-Pull-Hypothese unterstellt, dass die Oberseite eines Gegenstands als erste von der sich von oben im Boden ausbreitenden Gefrierfront erfasst und somit fixiert wird, wodurch dieser bei fortschreitendem Frosthub mit der oberen Bodenschicht angehoben wird. Die Frost-Push-Hypothese betont im Gegensatz dazu die größere Wärmeleitfähigkeit des Gegenstands – beispielsweise eines Steins – im Vergleich zum Boden und unterstellt, dass sich deshalb unter dem Stein bevorzugt Eislinsen bilden und diesen anheben. Beim Tauvorgang wird ein Zurückfallen des Gegenstands in die ursprüngliche Position durch frühzeitiges Eindringen von feinerem Material in die entstehenden Freiräume verhindert – dies ist beiden Hypothesen gemeinsam und erinnert an den Paranuss-Effekt. Durch die jährliche Wiederholung des Prozesses kumulieren sich die kleineren Bewegungen und der Gegenstand kann aus dem Boden austreten.
Zur Kantenstellung länglicher Objekte kommt es, weil der weiter oben liegende Teil eines schräg liegenden Gegenstands einen größeren Frosthub erfährt als der weiter unten liegende, da die Gefrierfront sich von oben im Boden ausbreitet.